# Hemicladus fasciatus
Hemicladus fasciatus är en skalbaggsart som beskrevs av Maria Helena M. Galileo och Martins 1991. Hemicladus fasciatus ingår i släktet Hemicladus och familjen långhorningar. Inga underarter finns listade i Catalogue of Life.